# Disco circumstellare

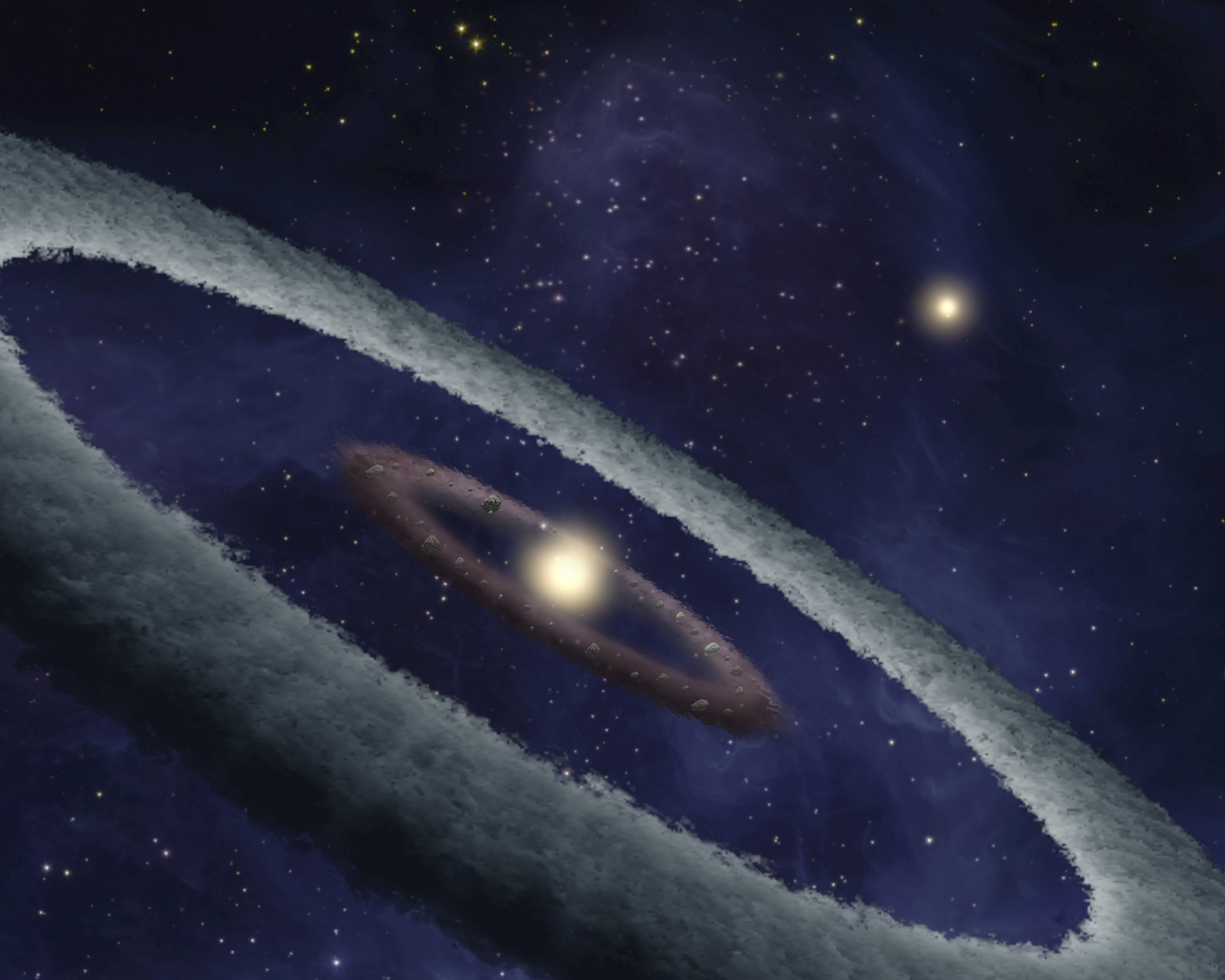
Un'immagine artistica dei dischi circumstellari in orbita attorno alla componente principale del sistema binario HD 113766.

Un disco circumstellare è una struttura a forma di anello o di toro costituito da polveri, gas, planetesimi, asteroidi o frammenti di collisioni di piccoli oggetti in orbita attorno a una stella. 
I dischi circumstellari possono manifestarsi in diverse forme. Attorno a stelle giovani, costituiscono il materiale da cui possono formarsi dei pianeti.

## Dischi protoplanetari
Attorno alle stelle più giovani, i dischi circumstellari sono la riserva di materiale da cui nascono i pianeti, e in questo caso vengono chiamati dischi protoplanetari. Secondo il modello attualmente accettato della formazione stellare, una stella si forma dal collasso gravitazionale di materia all'interno di una nube molecolare gigante. Il materiale, in rotazione, possiede un momento angolare che determina la formazione di un disco protoplanetario gassoso attorno alla giovane stella. Il disco è costituito prevalentemente da idrogeno e va a costituire una parte della massa della stella centrale. La fase di accrescimento del disco dura qualche milione di anni, a seconda dei casi, quindi si raffredda gradualmente quando la stella entra nella fase di T Tauri. Nel caso superi i venti milioni di anni vengono attualmente classificati come dischi "Peter Pan". All'interno del disco si formano grani di polvere, costituiti da roccia o ghiaccio, che possono coagulare in planetesimi. Se il disco è sufficientemente massiccio, possono formarsi embrioni planetari. La formazione dei sistemi planetari si pensa sia un processo naturale all'interno di una formazione stellare.

## Cinture asteroidali e dischi di detriti

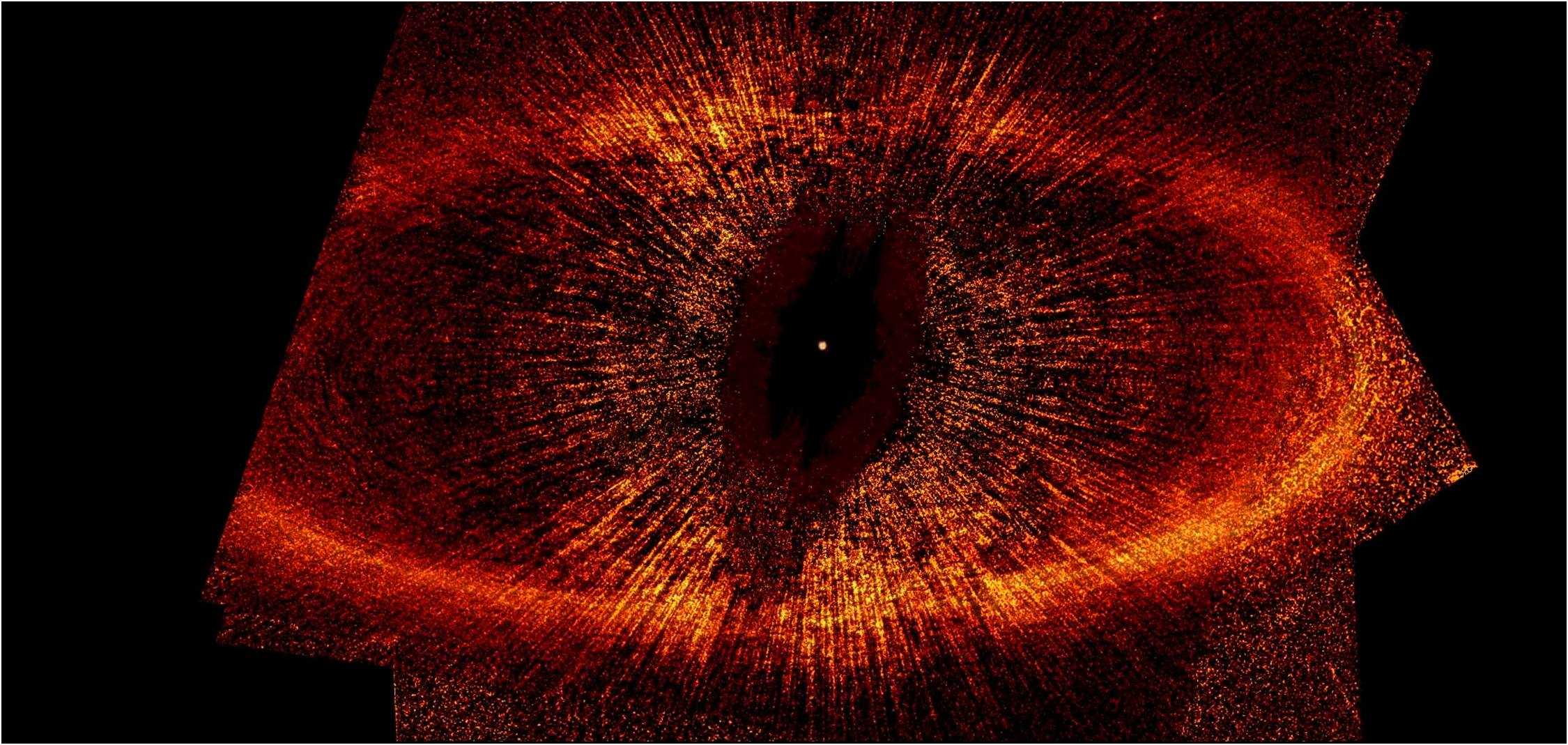
Il disco circumstellare attorno a Fomalhaut, ripreso dal telescopio spaziale Hubble.

Nelle stelle non più giovani, possono essere presenti dischi di varia natura, sopravvissuti alla formazione stellare. Un esempio sono le cinture di asteroidi come quella presente tra le orbite di Marte e Giove nel sistema solare, costituite da corpi rocciosi, o dischi di corpi ghiacciati equivalenti a quelli della fascia di Kuiper, o dischi cometari come la nube di Oort, posta nella zona più esterna del sistema solare. La stessa luce zodiacale è provocata da un disco di piccoli grani di polvere posti nel piano del sistema solare. I grani di polvere derivano dalle collisioni tra corpi più grandi e dall'evaporazione delle comete.
In sistemi binari, il disco circumstellare viene chiamato circumprimario se in orbita attorno alla componente principale del sistema, circumsecondario se in orbita attorno alla secondaria, e circumbinario se in orbita attorno ad entrambe le stelle. Anche i dischi di accrescimento in sistemi binari stretti, dove una stella cattura materia da una compagna solitamente meno densa, sono dischi circumstellari.